# Anthela xantharcha
Anthela xantharcha is een vlinder uit de familie van de Anthelidae. De wetenschappelijke naam van de soort is voor het eerst geldig gepubliceerd in 1891 door Edward Meyrick.